# Invermay (Saskatchewan)
Invermay je vesnice v Saskatchewanu, kanadské provincii. Vesnice měla, podle sčítání obyvatel z roku 2006, 262 obyvatel. Nachází se přibližně 35 km severozápadně od města Canora na silnici Highway 5. Poblíž se také nachází železniční dráha Canadian National Railway.

## Demografie
V roce 2006 měla venkovská municipalita populaci o počtu 262 osob ve 145 domácnostech, což značilo -7.7% pokles oproti roku 2001. Na ploše 1,22 km² tak hustota obyvatel dosahovala 214,0 obyv./km².